# Coccus acrossus
Coccus acrossus är en insektsart som beskrevs av De Lotto 1969. Coccus acrossus ingår i släktet Coccus och familjen skålsköldlöss.
Artens utbredningsområde är Angola. Inga underarter finns listade i Catalogue of Life.